# 昂格特勒克乡
昂格特勒克乡，是中华人民共和国新疆维吾尔自治区喀什地区麦盖提县下辖的一个乡镇级行政单位。

## 行政区划
昂格特勒克乡下辖以下地区：
阿克布鲁买村、昂格特勒克村、喀什博依村和托万昂格特勒克村。